# Марьёль
Марьёль (фр. Marieulles) — коммуна на северо-востоке Франции в регионе Гранд-Эст (бывший Эльзас — Шампань — Арденны — Лотарингия), департамент Мозель, округ Мец, кантон Кото-де-Мозель. До марта 2015 года коммуна административно входила в состав упразднённого кантона Верни (округ Мец-Кампань).
Площадь коммуны — 8,19 км², население — 563 человека (2006) с тенденцией к росту: 684 человека (2013), плотность населения — 83,5 чел/км². Ранее входила в состав Лотарингии.

## Население
Численность населения коммуны в 2008 году составляла 582 человека, в 2011 году — 674 человека, а в 2013-м — 684 человека.
| 1962 | 1968 | 1975 | 1982 | 1990 | 1999 | 2006 | 2008 | 2011 | 2013 |
| ---- | ---- | ---- | ---- | ---- | ---- | ---- | ---- | ---- | ---- |
| 330  | 336  | 356  | 456  | 554  | 575  | 563  | 582  | 674  | 684  |

Динамика населения:

## Экономика
В 2010 году из 437 человек трудоспособного возраста (от 15 до 64 лет) 331 были экономически активными, 106 — неактивными (показатель активности 75,7 %, в 1999 году — 70,3 %). Из 331 активных трудоспособных жителей работали 313 человек (171 мужчина и 142 женщины), 18 числились безработными (6 мужчин и 12 женщин). Среди 106 трудоспособных неактивных граждан 34 были учениками либо студентами, 48 — пенсионерами, а ещё 24 — были неактивны в силу других причин.

## Достопримечательности (фотогалерея)

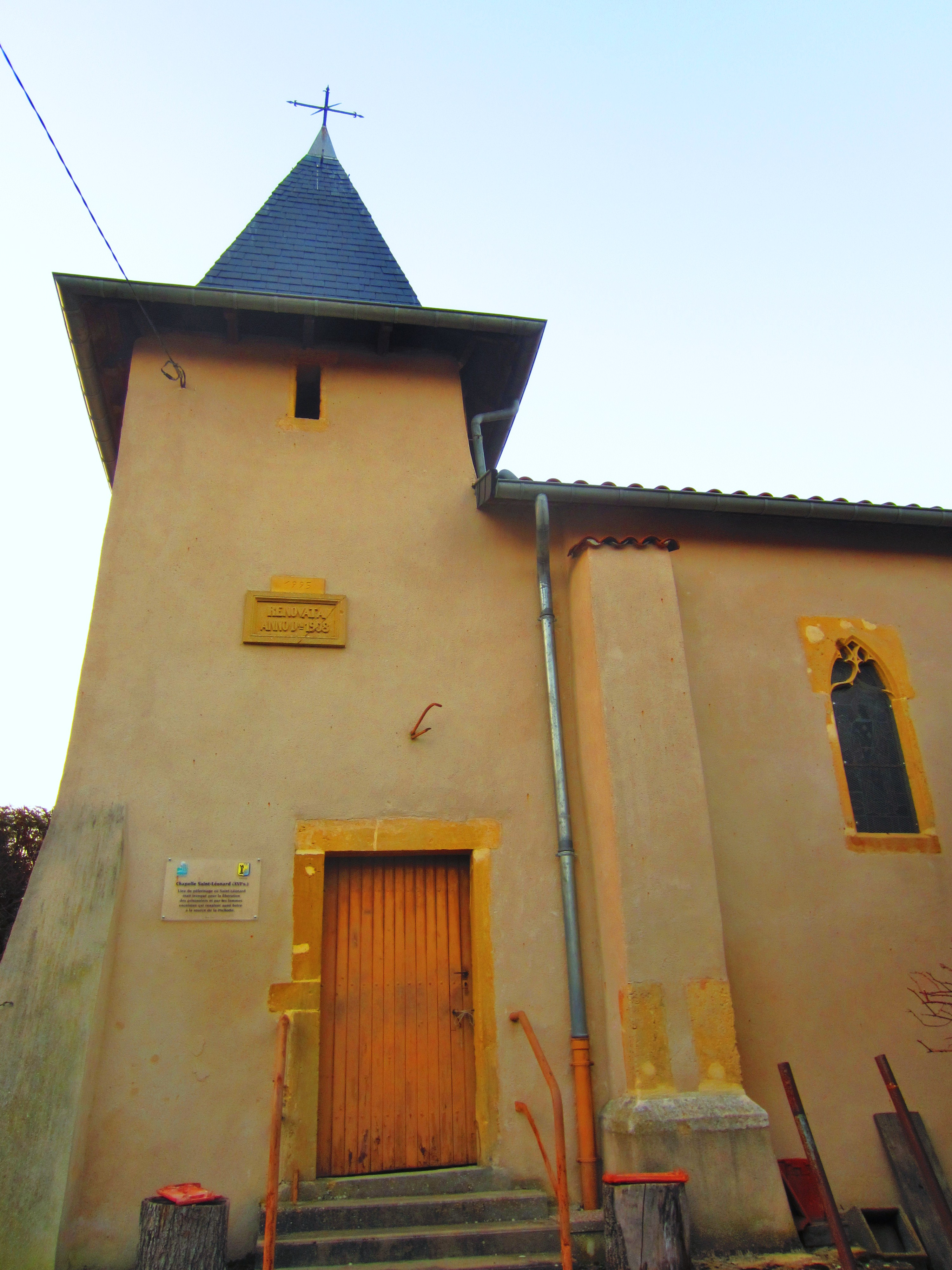
Часовня Сен-Леонар
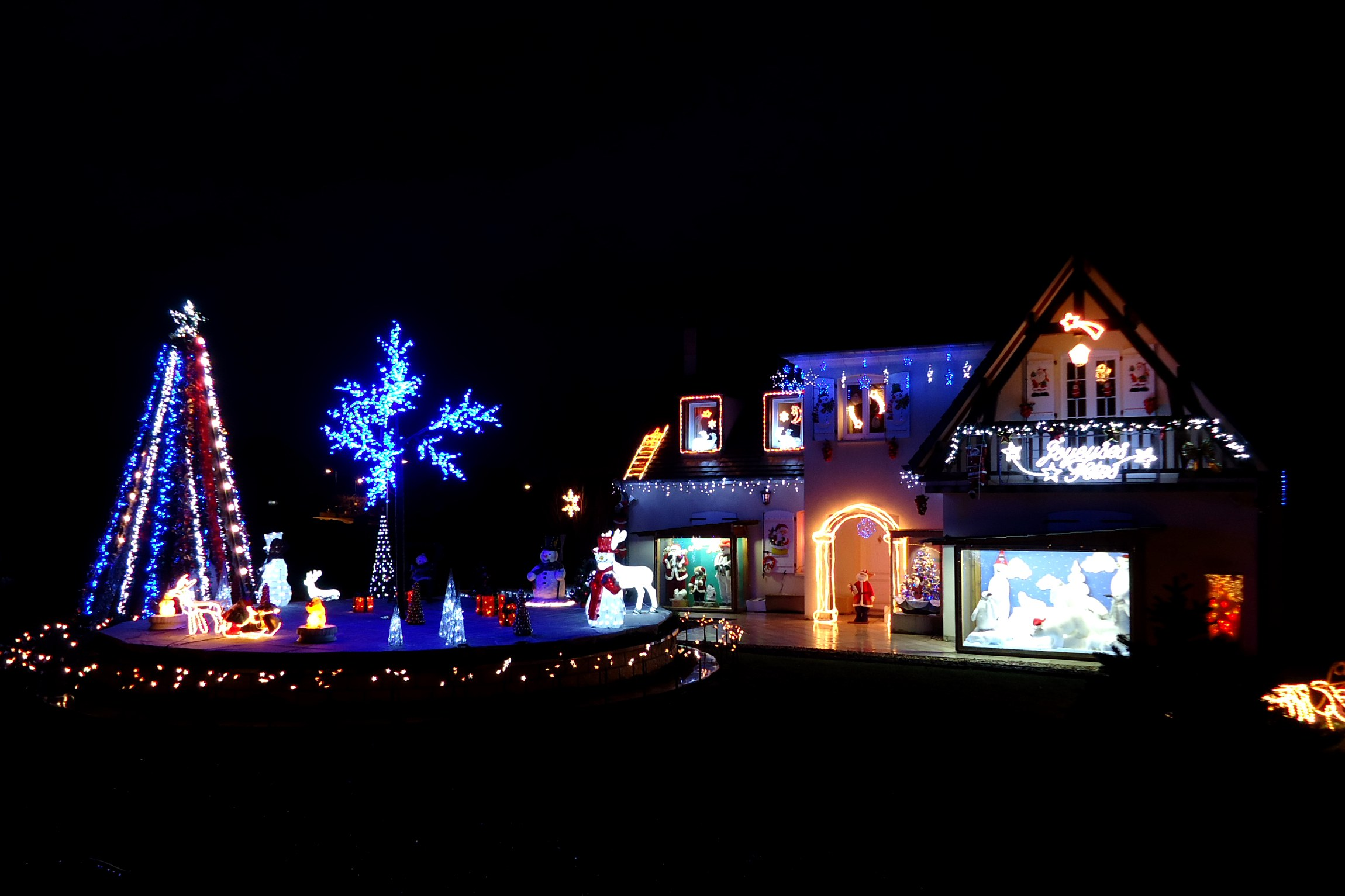
Новогодняя иллюминация